# Terminal Intermodal Gentileza
O Terminal Intermodal Gentileza (TIG) é um terminal de transportes no Rio de Janeiro, interligando o BRT — TransBrasil — 22 linhas de ônibus municipais e as linhas 1 e 4 do VLT Carioca. Está localizado no antigo Gasômetro de São Cristóvão, na Avenida Francisco Bicalho, em São Cristóvão.
O nome é uma homenagem ao Profeta Gentileza — pregador religioso que ficou conhecido pela frase "Gentileza gera gentileza", a mais famosa entre diversas outras frases que ele escreveu nas pilastras do Elevado da Perimetral e no próprio Viaduto do Gasômetro.
A inauguração aconteceu em 23 de fevereiro de 2024. As operações começaram no dia seguinte, com cinco linhas de ônibus, duas de BRT e uma de VLT.

## Histórico

### Anúncio
Em 7 de abril de 2021, a Prefeitura do Rio confirmou a expansão do VLT Carioca após a parada Rodoviária, com a construção de uma nova estação em que haveria integração com o terminal do BRT Transbrasil, no local antigamente ocupado pelo Gasômetro de São Cristóvão.

### Início das obras
Somente um ano depois — em 7 de abril de 2022 — a Prefeitura do Rio anunciou que o antigo Gasômetro começaria a receber os operários para as obras do novo Terminal Intermodal Gentileza, em homenagem ao Profeta Gentileza — pregador religioso que ficou conhecido pela frase "Gentileza gera gentileza", a mais famosa entre diversas outras frases que ele escreveu nas pilastras do elevado da Perimetral e no próprio viaduto do Gasômetro. Somente após algumas semanas, as obras foram efetivamente iniciadas, em 21 de julho de 2022.
A previsão, da Prefeitura, era que as obras do Terminal sejam concluídas até o final de 2023 e, pelas expectativas iniciais, cerca de 130 mil pessoas devem utilizar o TIG por dia.
A entrega foi em etapas: o BRT foi o primeiro modal a entrar em operação. Na sequência, os ônibus municipais passaram a fazer os pontos finais no Terminal e, por último, a extensão do VLT.
O custo inicial das obras era de 250 milhões de reais e o Centro Internacional de Transmissão (IBC) das Olimpíadas Rio 2016, localizado no Parque Olímpico, seria reaproveitado como estrutura metálica do Terminal. Segundo o cronograma inicial, até setembro de 2022, todas as colunas do IBC deveriam ser desmontadas.
| “                                                                                         | Aqui vai ser o verdadeiro terminal de integração da TransBrasil. Teremos a integração total com o VLT. O passageiro chega de BRT e, se for para o Centro, pode pegar o VLT. Se for para a Zona Sul ou Tijuca, pega um ônibus. A TransBrasil vai se encontrar com a TransOlímpica em Deodoro, com a TransCarioca na altura de Ramos e com o VLT no Terminal Gentileza. | ” |
| — Prefeito Eduardo Paes, em discurso, durante a solenidade que marcou o início das obras, | |   |

### Modificações temporárias no VLT no período das obras
Em 2 de abril de 2023, a operação do VLT Carioca sofreu uma alteração em função das obras do TIG. Com a construção da zona de manobras para o acesso dos trens ao novo terminal e a implantação da nova subestação elétrica e sua ligação ao sistema do VLT, foi necessário suspender a operação no trecho entre as paradas Rodoviária e Pereira Reis, em princípio, por seis meses. Durante este período, ônibus — sem custos extras aos passageiros — fizeram a ligação entre a parada Gamboa e a Rodoviária. Assim, a linha 1 operou entre as paradas Gamboa e Santos Dumont e a linha 2, entre a Vila Olímpica e a Praça XV. As duas linhas foram reestabelecidas ao trajeto completo em 23 de setembro daquele ano.

### Período de testes
Em 23 de dezembro de 2023, foi realizada uma primeira viagem de testes do VLT até o novo terminal.
| “ | Hoje celebramos a primeira chegada do VLT a este novo terminal. Estamos com a expectativa de, em janeiro, colocar o BRT Transbrasil para funcionar, chegando no Terminal Gentileza, o que vai ser uma grande mudança na mobilidade da cidade. Aqui, vai ter sempre essa baldeação, sem custo adicional, para as pessoas poderem chegar no Centro. Pela primeira vez teremos todo o sistema BRT funcionando e integrado. A pessoa vai poder sair de Santa Cruz e chegar no Aeroporto Santos Dumont usando BRT e VLT. E teremos um BRT direto para o Aeroporto Internacional Tom Jobim. | ” |
| — Prefeito Eduardo Paes, em discurso, informando que a Prefeitura vai autorizar os táxis a usarem a faixa do BRT até o Galeão, | |   |

### Inauguração
A inauguração do terminal aconteceu em 23 de fevereiro de 2024, com a presença do presidente Luiz Inácio Lula da Silva, da primeira-dama Rosângela Lula da Silva, do prefeito Eduardo Paes e demais autoridades.
| “                                                                | Estamos na entrada do Centro do Rio, que não é só o centro da cidade, mas da metrópole como um todo. Aqui, vários modais vão se encontrar para mudar a vida das pessoas. Imagina uma pessoa que trabalha 8 horas por dia e passa 4 ou 5 horas no transporte público. Agora, ela vai ter uma vida com mais dignidade por causa desse terminal e da Transbrasil. | ” |
| — Prefeito Eduardo Paes, durante discurso na inauguração do TIG, | |   |

O início das operações só aconteceu no dia seguinte, 24 de fevereiro (sábado).
Com a inauguração do TIG, a Linha 1 do VLT Carioca passará a ser denominada "Terminal Intermodal Gentileza → Aeroporto Santos Dumont" ou, de forma reduzida, "TIG → Santos Dumont".
Em 1 de abril de 2024, foi inaugurada a Linha 4 do VLT Carioca, interligando o TIG com a Praça XV. Para isso, compartilha a linha 1 (TIG → Santos Dumont) até a Parada Rodoviária e com a linha 2 (Praia Formosa → Praça XV) até a Praça XV. O mesmo acontece no sentido contrário (Praça XV → TIG).

## Interligações de modais

### VLT

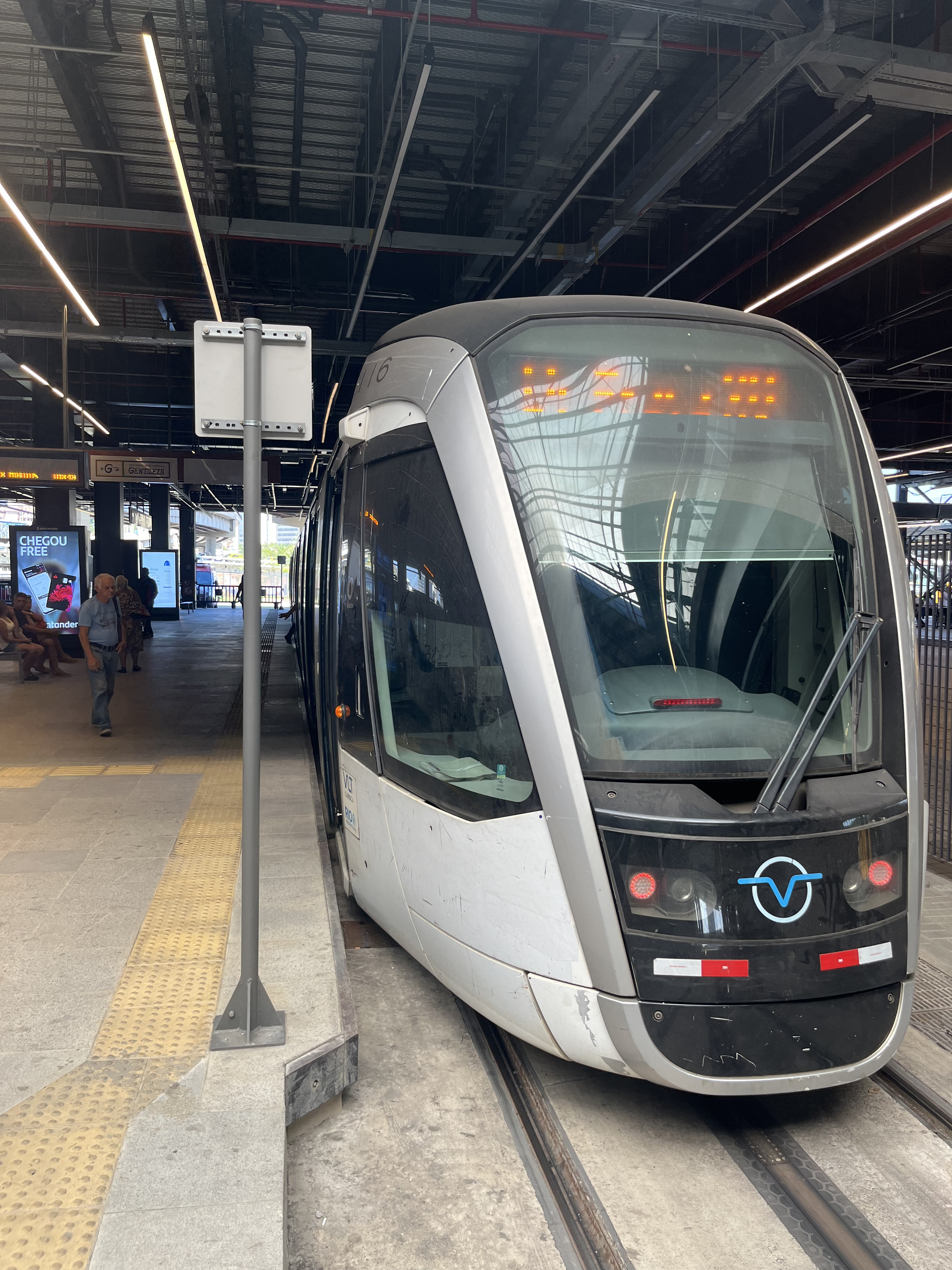
Composição do VLT aguardando para saída na plataforma de embarque.

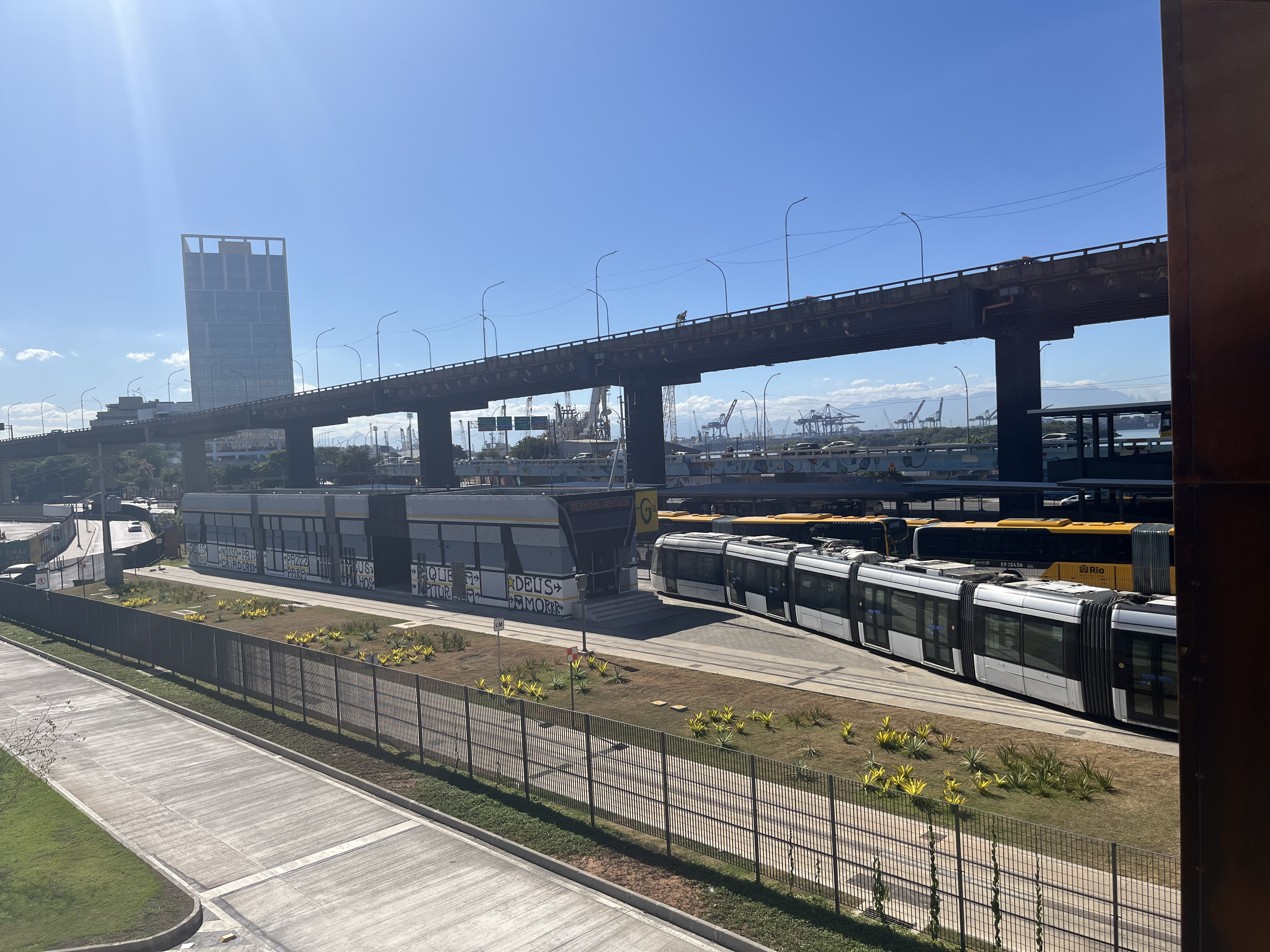
Composição do VLT chegando à área de manobras do VLT.

#### Linha 1
A Linha 1 do VLT Carioca foi estendida da Parada Rodoviária até o TIG. Por esta linha, é possível acessar o Píer Mauá — área de embarque e desembarque de navios de cruzeiro, na Parada dos Navios/Valongo — o Centro da cidade e o Aeroporto Santos Dumont, na Parada Santos Dumont.

#### Linha 4
A nova Linha 4 — criada a partir da inauguração do TIG — usará a Linha 2 para realizar a ligação do TIG até a Praça XV (Parada Praça XV), onde está a estação das barcas, ligando o Rio de Janeiro à Niterói e a Ilha de Paquetá, entre outros e passando pela estação de trens metropolitanos Central do Brasil (Parada Central).

### BRT

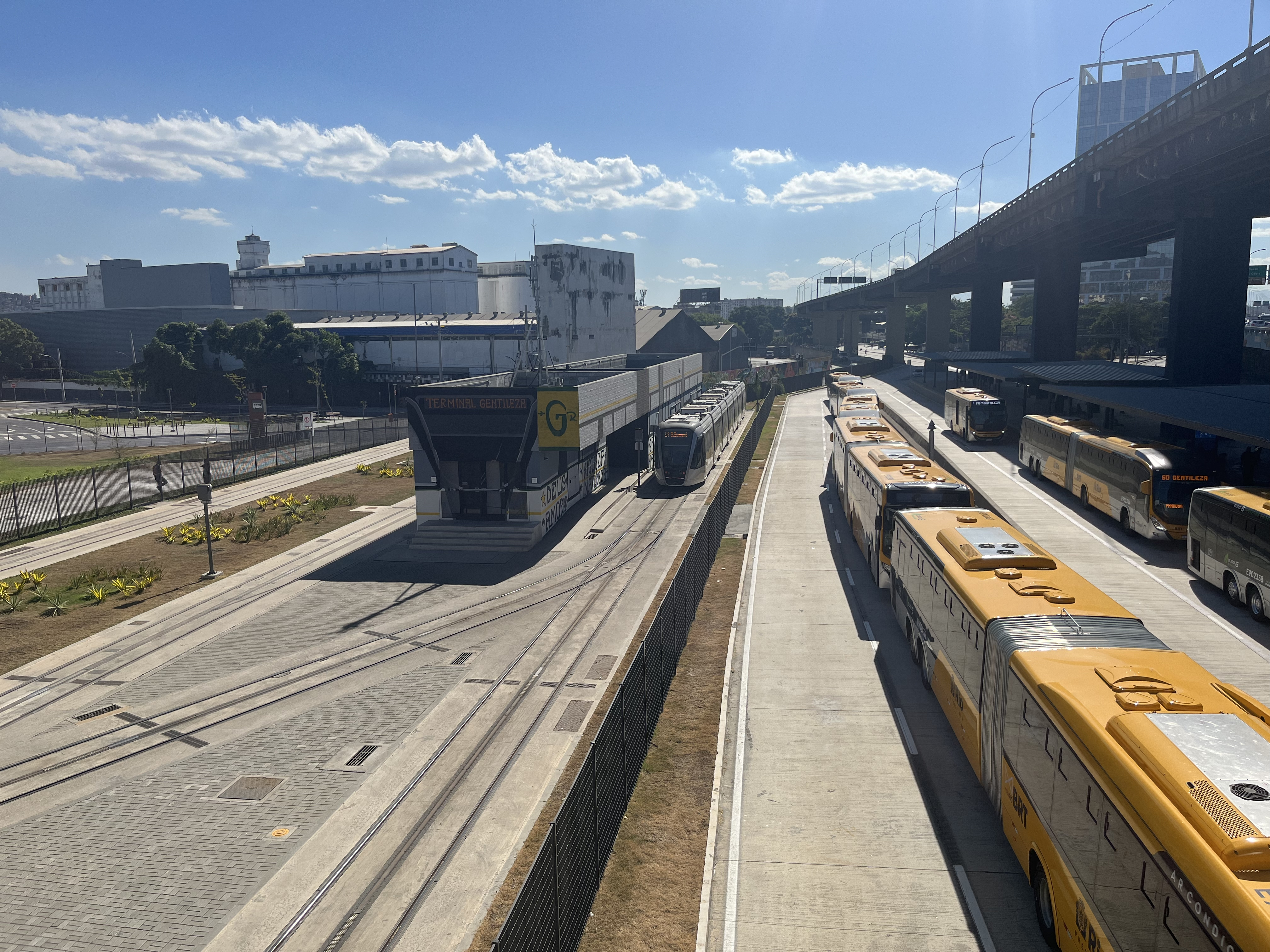
À direita, a pista de embarque e desembarque de BRTs.

Também a partir da inauguração do TIG, a linha TransBrasil do BRT foi expandida do bairro da Penha e da Ilha do Fundão, através da Avenida Brasil para permitir a interligação com o Terminal Deodoro (Zona Oeste):
- Linha 80: Terminal Gentileza – Penha (parador)
- Linha 90: Terminal Gentileza – Fundão (parador)

Outras duas linhas foram criadas:
- Linha 60: Terminal Gentileza – Terminal Deodoro (parador) – além dos pontos iniciais e finais, são 17 paradas
- Linha 61: Termina Gentileza – Terminal Deodoro (expresso) – com apenas cinco paradas, além dos pontos iniciais e finais

### Ônibus municipais

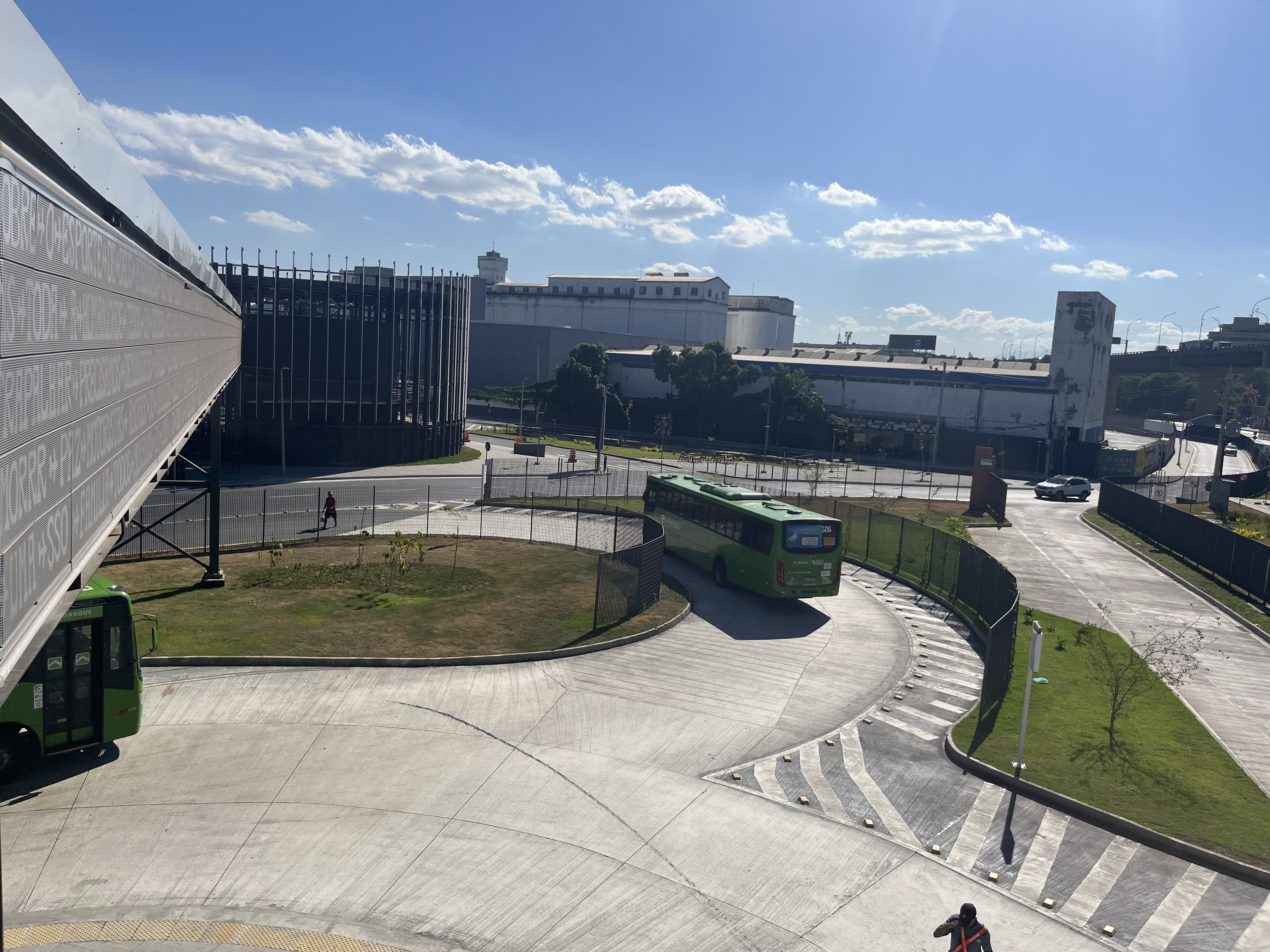
Área de manobras dos ônibus municipais. À esquerda e ao fundo, a passarela para a Rua São Cristóvão.

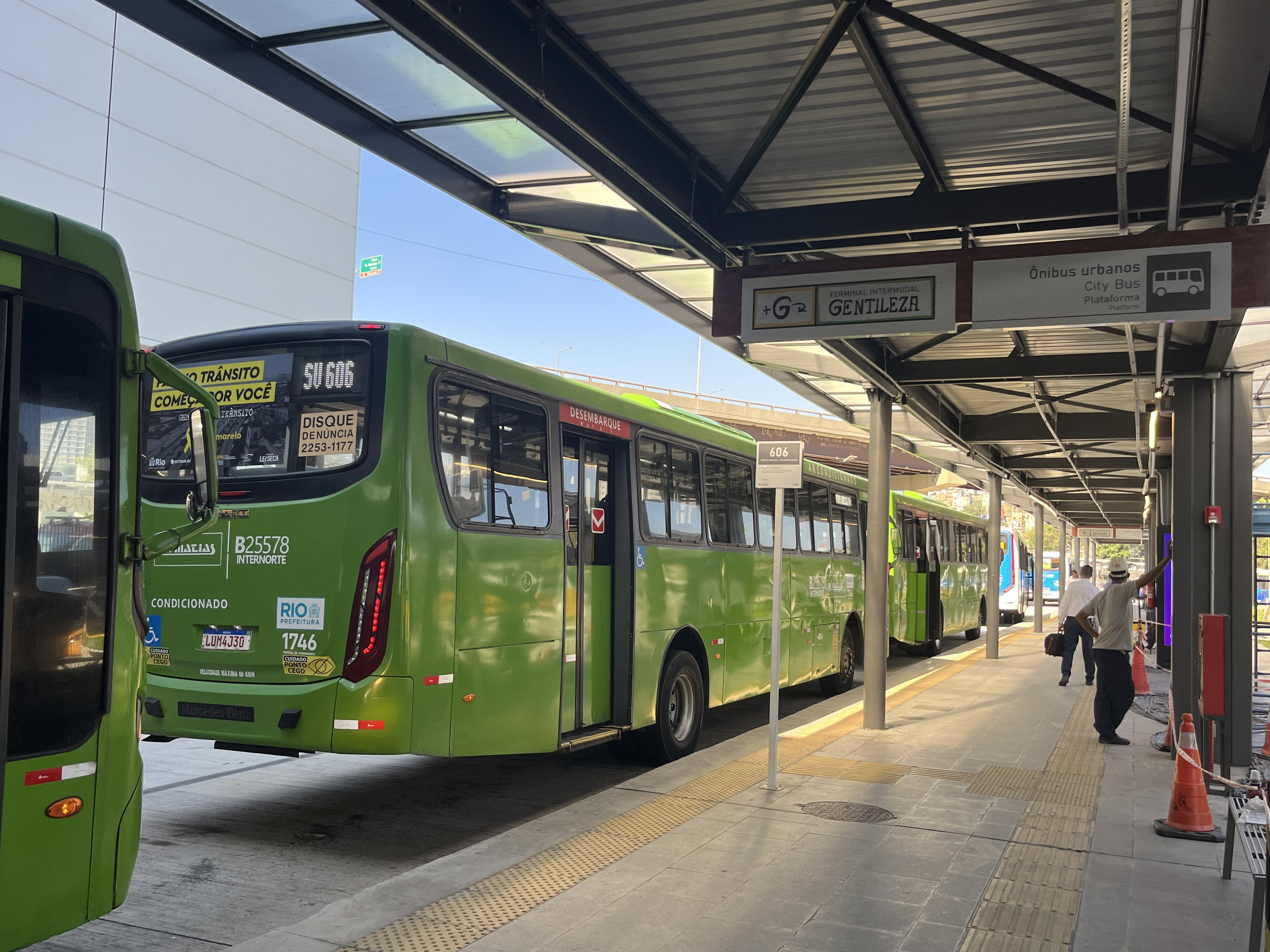
Plataforma de embarque de ônibus municipais. Parada das linhas 606 e SV606, TIG–Engenho de Dentro.

Com a inauguração do TIG, a previsão é que 22 linhas de ônibus municipais passam a ter seus pontos finais no terminal. Em 18 de maio de 2024, as 15 linhas faziam ponto final no TIG são:
- Zona Sul
  - 108 – Terminal Gentileza – Jardim de Alah
  - 110 – Terminal Gentileza – Jardim de Alah
  - 112 – Terminal Gentileza – Alto da Gávea
  - 133 – Terminal Gentileza – Largo do Machado
  - 161 – Terminal Gentileza – Ipanema
  - 163 – Terminal Gentileza – Copacabana
  - 165 – Terminal Gentileza – Cosme Velho
  - 167 – Terminal Gentileza – Urca
- Zona Norte
  - SP265 – Marechal Hermes – Terminal Gentileza
  - 606 – Terminal Gentileza – Engenho de Dentro
  - SV606 – Terminal Gentileza – Engenho de Dentro
- Zona Oeste
  - 104 – São Conrado – Terminal Gentileza
  - 301 – Terminal Gentileza – Barra da Tijuca
  - 302 – Terminal Gentileza – Terminal Alvorada
  - 353 – Terminal Gentileza – Gardênia Azul

### Galeão

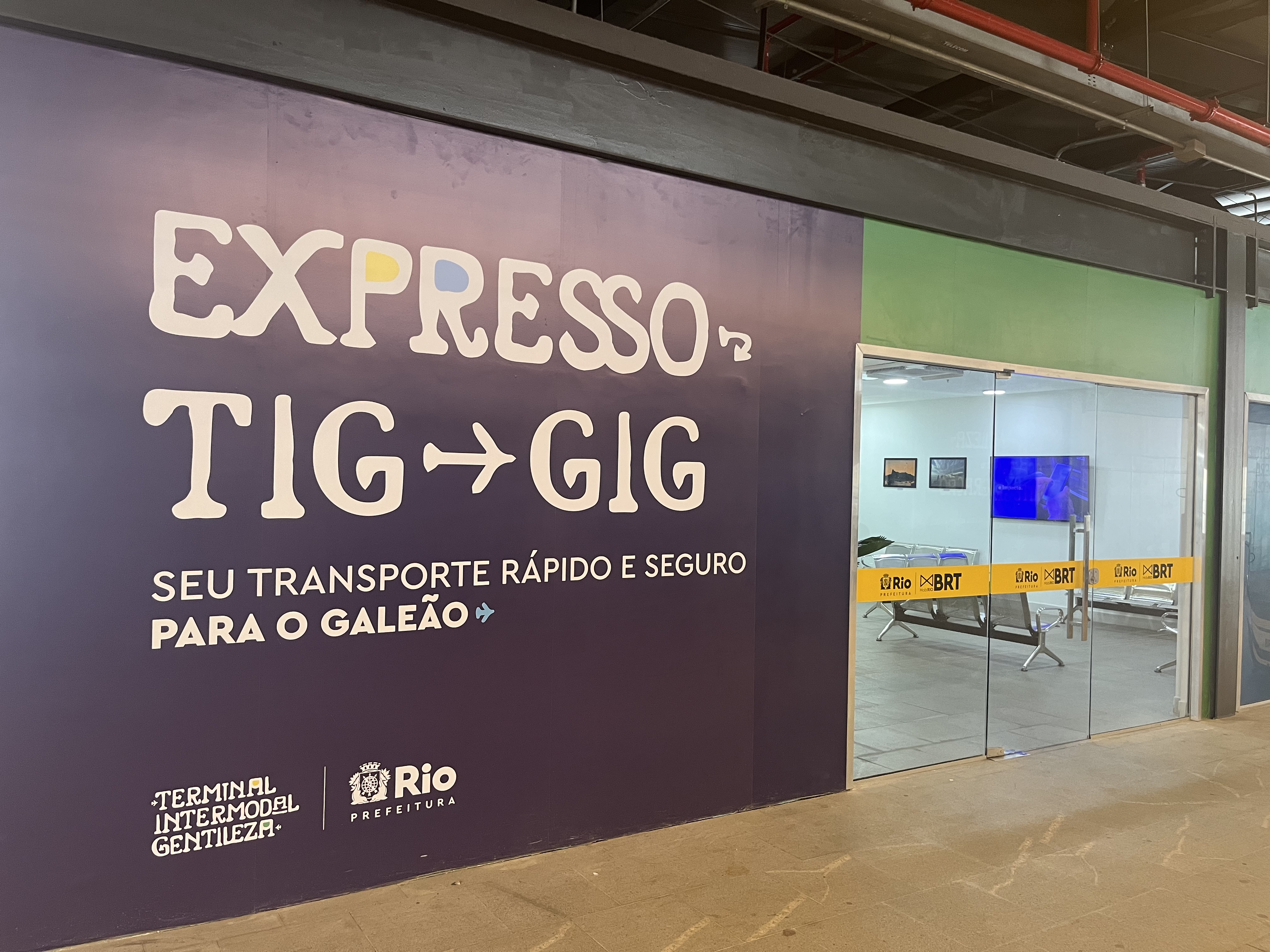
Entrada da sala VIP do ônibus de ligação entre o TIG e o Galeão.

O TIG também faz a interligação com o Aeroporto Internacional do Galeão (GIG), através de ônibus executivo com bagageiros e direto — sem paradas intermediárias — com estes veículos trafegando no corredor dos BRTs: o "Expresso TIG → GIG".
O horário de funcionamento é das 6 horas à meia-noite, em ambos os sentidos (TIG → GIG e GIG → TIG). O custo da passagem é de 15,00 reais, mas com pagamento apenas pelo RioCard ou Jaé. No TIG, os passageiros tem uma sala VIP para aguardar a saída do ônibus, que é, normalmente, a cada 20 minutos.